# Saiva (Jukkasjärvi socken, Lappland)
Saiva är en sjö i Kiruna kommun i Lappland och ingår i Torneälvens huvudavrinningsområde. Sjön har en area på 0,209 kvadratkilometer och ligger 345 meter över havet. Saiva ligger i Torne och Kalix älvsystem Natura 2000-område.

## Delavrinningsområde
Saiva ingår i det delavrinningsområde (758184-166766) som SMHI kallar för Mynnar i Niskajärvi. Medelhöjden är 395 meter över havet och ytan är 21,59 kvadratkilometer. Räknas de 18 avrinningsområdena uppströms in blir den ackumulerade arean 376,88 kvadratkilometer. Rakisätno som avvattnar avrinningsområdet har biflödesordning 2, vilket innebär att vattnet flödar genom totalt 2 vattendrag innan det når havet efter 455 kilometer. Avrinningsområdet består mestadels av skog (78 procent). Avrinningsområdet har 3,03 kvadratkilometer vattenytor vilket ger det en sjöprocent på 14 procent.